# HMS Manchester (D95)

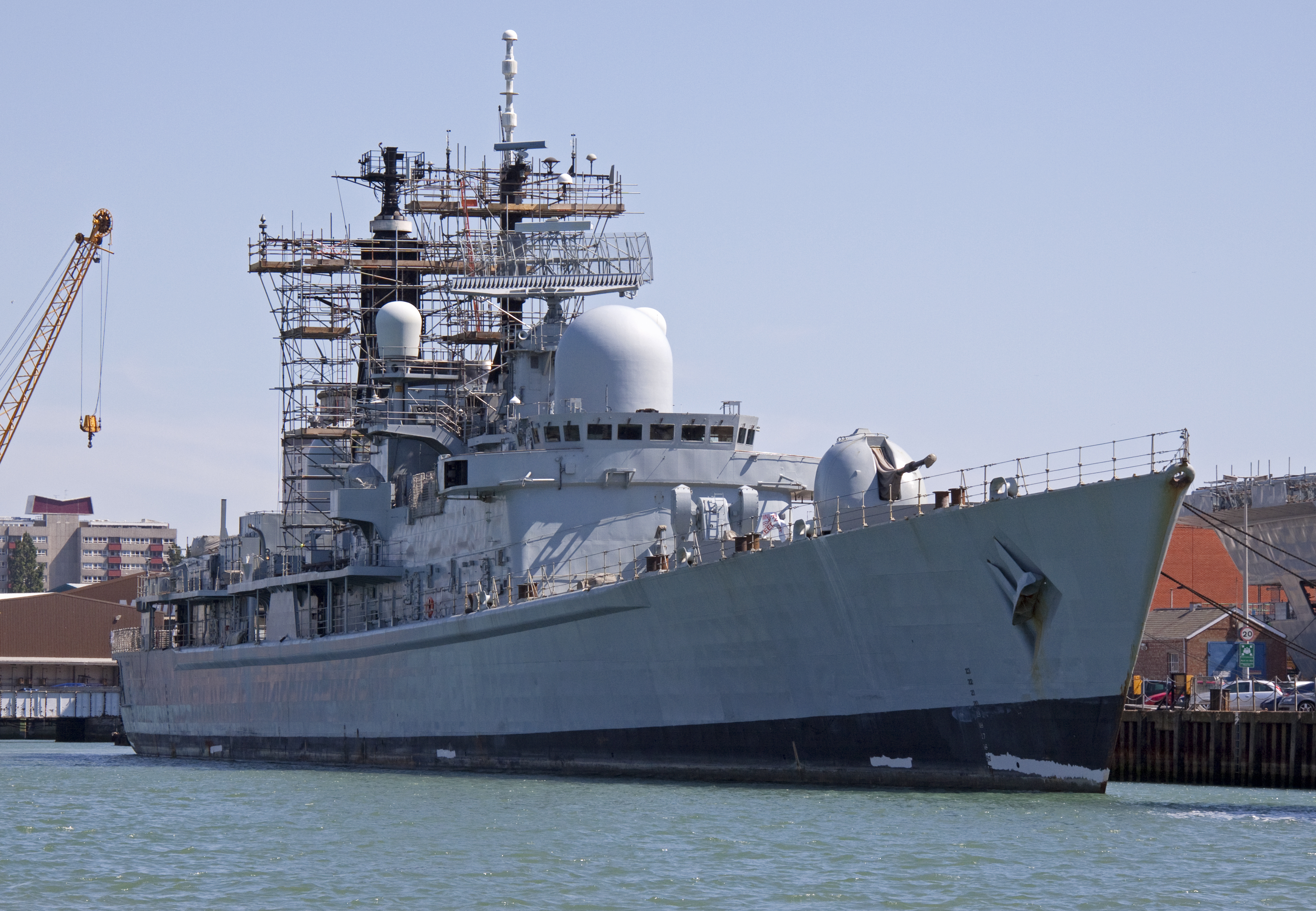
O Manchester na base naval de HMNB Portsmouth em 2011.

HMS Manchester foi um contratorpedeiro Type 42 da Marinha Real Britânica. O navio foi posto no serviço ativo em 1980 e aposentado em fevereiro de 2011. O navio e sua tripulação viram combate durante a Guerra do Golfo em 1991. Em 2009, o Manchester navegou pela América do sul visitando as Ilhas Falkland, a Colômbia e o Brasil.